# 奥克·安德松 (1917年)
奥克·安德松（瑞典語：Åke Andersson，1917年4月22日—1983年7月20日），瑞典男子足球运动员，司职前锋，效力于加爾斯。他曾代表瑞典国家队参加1938年国际足联世界杯，结果队伍获得第四名。